# Baphia cordifolia
Baphia cordifolia är en ärtväxtart som beskrevs av Hermann August Theodor Harms. Baphia cordifolia ingår i släktet Baphia och familjen ärtväxter. Inga underarter finns listade i Catalogue of Life.